# Timotej Záhumenský
Timotej Záhumenský (Žiar nad Hronom, 17 luglio 1995) è un calciatore slovacco, difensore del Dukla B.B..